# Талицко-Мугреевское сельское поселение
Та́лицко-Мугре́евское се́льское поселе́ние — муниципальное образование в Южском районе Ивановской области Российской Федерации.
Административный центр — село Талицы.

## Географические данные
- Общая площадь: 236,86 км²
- Расположение: юго-восточная часть Южского района

## История
Законом Ивановской области от 11 апреля 2017 года Талицкое и Мугреевское сельские поселения были объединены в Талицко-Мугреевское сельское поселение с административным центром в селе Талицы .

## Население
| 2018 | 2019  | 2020  | 2021  |
| ---- | ----- | ----- | ----- |
| 6077 | ↘6022 | ↘5950 | ↘3398 |

## Населённые пункты
| № | Населённый пункт | Тип населённого пункта | Население    |
| - | ---------------- | ---------------------- | ------------ |
| 1 | 56 Пикет         | деревня                | 0 (2010)     |
| 2 | Большое          | деревня                | 0 (2010)     |
| 3 | Взвоз            | деревня                | ↘36 (2010)   |
| 4 | Мугреевский      | село                   | ↘743 (2014)  |
| 5 | Талицы           | село                   | ↘5677 (2010) |

## Администрация
Администрация сельского поселения находится по адресу: 155644, Ивановская область, Южский район, с. Талицы, ул. Ленина, д.12.